# Gumnišče
Gumnišče este o localitate din comuna Škofljica, Slovenia, cu o populație de 160 de locuitori.